# Памятник Виктору Цою (Латвия)
Памятник Виктору Цою установлен 14 августа 2002 года на месте гибели Виктора Цоя, на 35 километре трассы Талси — Слока в Латвии. На момент открытия 15 августа 2002 года, скульптура Виктора Цоя была выполнена из гипса. В сентябре 2002 года была установлена скульптура из металла.

## Описание
Памятник представляет собой постамент и трапециевидную стелу, в завершении которой находится скульптура Виктора Цоя по пояс. Скульптура изображает Виктора Цоя с повёрнутой вправо и немного вверх головой, руки обхватывают себя за плечи. По задумке авторов (скульптора Амирана Хабелашвили и художника Руслана Верещагина), такой героический и монументальный образ передаёт силу и энергетику творчества Виктора Цоя. В качестве модели туловища выступал один из соавторов памятника (Руслан Верещагин), голову лепили на основе сохранившихся фотографий Виктора Цоя.
Памятник установлен возле дороги, на 35-м километре трассы Талси — Слока, в Энгурском предместье, в Латвии.
Высота памятника — 2,30 м, площадь постамента — 1 м², площадь памятника — 9 м².

## История создания
Проект с рабочим названием «Памятник Виктору Цою» был реализован в течение 2 лет, с сентября 2000 по сентябрь 2002 года. Установкой памятника занималась инициативная группа, представленная Обществом русских музыкантов в городе Риге. Художником Русланом Верещагиным были предложены на обсуждение инициативной группе несколько вариантов памятника. Был выбран и утверждён эскиз памятника. На эскизе Виктор Цой был представлен в процессе исполнения песни на концерте, с гитарой и почти в полный рост, основой памятника были более масштабный постамент и стела, но вследствие технических возможностей авторами было решено отказаться от первоначального образа в пользу более компактной для реализации скульптуры.

## Фотографии
- Процесс создания скульптуры Виктора Цоя
- Процесс создания скульптуры Виктора Цоя из глины. Авторы памятника Амиран Хабелашвили и Руслан Верещагин
- Скульптура Виктора Цоя из глины
- Создание постамента памятника Виктору Цою
- Установка скульптуры Виктора Цоя
- Установленный памятник Виктору Цою
- Установка ограды у памятника Виктору Цою
- Реставрация постамента памятника Виктору Цою
- Реставрация постамента памятника Виктору Цою. Справа соавтор памятника Руслан Верещагин